# Amphiodia psara
Amphiodia psara is een slangster uit de familie Amphiuridae.
De wetenschappelijke naam van de soort werd in 1935 gepubliceerd door Hubert Lyman Clark.